# Karen Northshield
Karen Northshield is een Amerikaans-Belgisch voormalig fitness- en yoga-instructrice die op 22 maart 2016 de terroristische aanslag op de Luchthaven Zaventem in België overleefde. Ze schreef een boek over haar ervaringen.

## Biografie
De Amerikaanse Karen Northshield verhuisde op negenjarige leeftijd met haar familie naar België waar ze verder opgroeide en ook de Belgische nationaliteit verkreeg. Haar vader was Amerikaans militair.
Als zwemster werd ze in 2001 Belgisch jeugdkampioene op de tweehonderd meter wisselslag.
Aan de Brusselse universiteit ULB haalde ze een masterdiploma in meertalige communicatie en internationale betrekkingen. Northshield werkte 10 jaar als fitness- en yoga-instructrice.

## Aanslag
Northshield stond op 22 maart 2016 op de luchthaven van Zaventem in de rij om in te checken toen dichtbij een bom ontplofte. Ze raakte zwaargewond. Het herstelproces verliep met complicaties. Northshield hield aan de aanslag zwaar gehoorverlies over. Ze moest opnieuw leren zitten en lopen. Naast de lichamelijke revalidatie had ze ook een posttraumatische stressstoornis.
Sindsdien treedt Northshield op als motivatie-spreekster om haar levenservaringen te delen, onder meer in scholen, bij verenigingen en voor het Belgisch leger.

### Nasleep van de aanslag
Net als andere slachtoffers en nabestaanden kaartte ze het gebrek aan steun van de Belgische overheid en de verzekeringsmaatschappijen aan. De Belgische overheidsdienst voor slachtoffers van geweld ondersteunde haar, maar slechts voor een korte termijn. De verzekeringsmaatschappij van de luchthaven bood haar zes maanden na de aanslag een voorlopige compensatie aan als ze een verklaring ondertekende dat de luchthaven ontsloeg van alle verantwoordelijkheid, wat ze weigerde. Daarnaast moest Northshield op administratief vlak door de jaren heen constant voor haar verzekeringsvergoedingen bewijzen dat de aanslag haar invalide maakte en daarom levenslang verzorging nodig heeft. Op 29 maart 2023 getuigde ze op het Belgisch proces over de aanslagen van 22 maart 2016.

### Publicatie
In maart 2021 bracht Northshield een autobiografisch boek Weggeblazen door de Bom uit, over de aanslag en de gevolgen ervan voor haar leven. Het boek kwam ook in het Frans (Dans le souffle de la bombe) uit. Begin 2022 eerde de Lobby Awards haar voor haar boek met "L'hommage de l'année" prijs.

## Media
- (en) Life changed in a split second | Karen Northshield | TEDxYouth@EEB3. YouTube (17 april 2023).